# Dose Hermanos
Dose Hermanos ist eine experimentelle Band, die vom ehemaligen Grateful Dead-Keyboarder Tom Constanten und dem MIDI-Experten und teilweise Produzenten Bob Bralove im November 1995 (nach anderen Angaben 1996) gegründet wurde.
Nach dem Tod des Bandleaders Jerry García im August 1995 widmeten sich die Mitglieder von Grateful Dead anderen Projekten. Zu dieser Zeit gründete Constanten, der schon seit 1970 die Band verlassen hatte, mit Bralove die Keyboardband Dose Hermanos. Bralove war Tontechniker bei den Deads und hatte dort schon die Alben Infrared Roses und Infrared Sightings produziert. Zudem wirkte er musikalisch bei Alben  wie The Arista Years oder So Many Roads (1965–1995) mit. Seine Aufgaben als Tontechniker umfassten u. a. das Programmieren der Keyboards, die Special Effekts und Spatialization.
Im Winter 1995/96 fanden die ersten Auftritte statt, darunter auch Auftritte im Knitting Factory, im Wetlands Preserve und Cabaloosa in New York City. Zu diesen Auftritten wurde 1997 mit „Sonic Roar Shock“ das erste Album veröffentlicht.
Für weitere Auftritte und Alben wurden teilweise Gastmusiker eingeladen, um die beiden Keyboardspieler zu unterstützen.
Das vorerst letzte Album „Bright Shadows“ erschien 2004.

## Diskografie
- Sonic Roar Shock (1997, Grateful Dead Records)
- Live From California (1998, Second Dose)
- Shadow Of The Invisible Man (DVD) (1999, Grateful Dead Records)
- Search For Intelligent Life (2000, Relix)
- Bright Shadows (2004, Emergent)